# Luke (Estonia)
Luke – wieś w Estonii, w prowincji Tartu, w gminie Nõo.